# Katholieke Kerk in Congo-Kinshasa

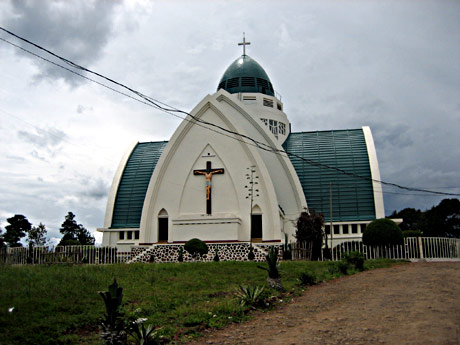
Kathedraal van Bakavu

De Katholieke Kerk in Congo-Kinshasa is een onderdeel van de wereldwijde Rooms-Katholieke Kerk, onder het geestelijk leiderschap van de paus en de curie in Rome.
In 2005 waren ongeveer 28.260.000 (55%) van de 51.000.000 inwoners van Congo lid van de Katholieke Kerk. Volgens gegevens van de CIA ligt het percentage katholieken anno 2011 rond de vijftig procent.
Het land is ingedeeld in 47 bisdommen verdeeld over 6 kerkprovincies. De bisschoppen zijn lid van de bisschoppenconferentie van Congo-Kinshasa, de Conférence Épiscopale Nationale du Congo. President van de bisschoppenconferentie is sinds 2016 Marcel Utembi Tapa, aartsbisschop van Kisangani. Verder is men lid van de Association des Conférences Episcopales de l’Afrique Centrale en de Symposium des Conférences Episcoaples d’Afrique et de Madagascar.
Apostolisch nuntius voor Congo-Kinshasa is sinds 16 april 2024 aartsbisschop Mitja Leskovar.
Van 31 januari tot 3 februari 2023 bezocht paus Franciscus Congo.

## Geschiedenis
De Belgische koning Leopold II wilde de missionering van Congo toevertrouwen aan de Belgische bisschoppen. Maar de Heilige Stoel koos ervoor om hiervoor congregaties in te schakelen en het grondgebied werd verdeeld over de verschillende congregaties. Deze verdeling vormde de basis voor de latere apostolische prefecturen en vicariaten en uiteindelijk bisdommen. In 1919 zette Propaganda Fide de missionarissen aan om inlandse priesters te vormen. Tegen de onafhankelijkheid in 1960 telde Congo al een aanzienlijk aantal inlandse priesters.

## Bisdommen

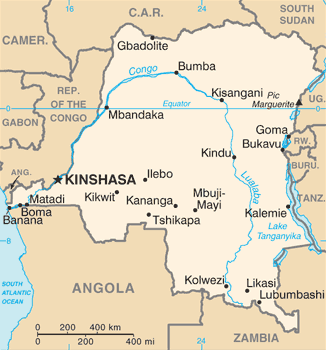
Kaart van Congo-Kinshasa

| - Aartsbisdom - Bisdom |

- Bukavu
  - Butembo-Beni
  - Goma
  - Kasongo
  - Kindu
  - Uvira
- Kananga
  - Kabinda
  - Kole
  - Luebo
  - Luiza
  - Mbujimayi
  - Mweka
  - Tshumbe
- Kinshasa
  - Boma
  - Idiofa
  - Inongo
  - Kenge
  - Kikwit
  - Kisantu
  - Matadi
  - Popokabaka
- Kisangani
  - Bondo
  - Bunia
  - Buta
  - Doruma–Dungu
  - Isangi
  - Isiro–Niangara
  - Mahagi–Nioka
  - Wamba
- Lubumbashi
  - Kalemie–Kirungu
  - Kamina
  - Kilwa–Kasenga
  - Kolwezi
  - Kongolo
  - Manono
  - Sakania–Kipushi
- Mbandaka-Bikoro
  - Basankusu
  - Bokungu–Ikela
  - Budjala
  - Lisala
  - Lolo
  - Molegbe

## Nuntius
- Apostolisch delegaat
  - Aartsbisschop Giovanni Battista Dellepiane (18 januari 1930 – 12 januari 1949)
  - Aartsbisschop Pietro Sigismondi (16 december 1949 – 1954)
  - Aartsbisschop Alfredo Bruniera (12 december 1954 – 25 april 1959)
  - Aartsbisschop Gastone Mojaisky-Perrelli (8 augustus 1959 – 1962)
  - Aartsbisschop Vito Roberti (13 oktober 1962 – 1963)
- Apostolisch nuntius
  - Aartsbisschop Vito Roberti (1963 – 15 augustus 1965)
  - Aartsbisschop Émile André Jean-Marie Maury (11 juni 1965 – 25 juni 1968)
  - Aartsbisschop Bruno Torpigliani (3 augustus 1968 – 6 juni 1973)
- Apostolisch pro-nuntius
  - Aartsbisschop Lorenzo Antonetti (29 juni 1973 – 15 juni 1977, later kardinaal)
  - Aartsbisschop Edoardo Rovida (13 augustus 1977 – 7 maart 1981)
  - Aartsbisschop Giuseppe Uhac (3 juni 1981 – 3 augustus 1984)
  - Aartsbisschop Alfio Rapisarda (29 januari 1985 – 2 juni 1992)
- Apostolisch nuntius
  - Aartsbisschop Faustino Sainz Muñoz (7 oktober 1992 – 21 januari 1999)
  - Aartsbisschop Francisco-Javier Lozano Sebastián (20 maart 1999 – 15 december 2001)
  - Aartsbisschop Giovanni D’Aniello (15 december 2001 – 22 september 2010)
  - Aartsbisschop Adolfo Yllana (20 november 2010 – 17 februari 2015)
  - Aartsbisschop Luis Mariano Montemayor (22 juni 2015 – 27 september 2018)
  - Aartsbisschop Ettore Balestrero (27 april 2019 – 21 juni 2023)
  - Aartsbisschop Mitja Leskovar (16 april 2024 – heden)